# PS Tattershall Castle
Le PS Tattershall Castle est un ancien bateau à roues à aubes de la London and North Eastern Railway qui servit de ferry sur la rivière Humber de 1934 à 1974.

Il sert désormais de navire musée-restaurant, à Londres sur Victoria Embankment.
Ce bâtiment est inscrit au registre du National Historic Ships .

## Histoire
Ce bateau à vapeur a été construit par William Gray & Company en 1934  comme ferry sur la rivière Humber pour le London and North Eastern Railway(LNER) avec itinéraire entre Kingston-upon-Hull et New Holland.
Au cours de la Seconde Guerre mondiale, il a servi comme navire ballon de barrage et transporteur de troupe sur la Humber. Après la guerre, avec la nationalisation des chemins de fer en 1948, il a été repris par la British Rail Sealink.
En 1973, après un long service comme traversier et transbordeur de marchandises, il a été retiré du service. En 1976, le navire a été remorqué jusqu'à Londres. Les réparations sur le navire étant jugées trop coûteuses il est resté en état, à quai. Le PS Tattershall Castle a d'abord servi comme une galerie d'art jusqu'à son éventuelle démolition. En 1982, il a ouvert comme restaurant après avoir subi des réparations sur la rivière Medway.